# Paul Åström
Paul Åström, född 15 januari 1929 i Sundsvall, död 4 oktober 2008, var en svensk antikforskare och förlagsman, specialiserad på Cyperns förhistoria. Han var professor vid Göteborgs universitet och föreståndare för de svenska instituten i Athen och Rom.

## Vetenskaplig gärning
Åström blev filosofie magister 1951 och filosofie doktor 1958 vid Lunds universitet. Underlaget till hans avhandling om Cyperns mellersta bronsålder utgjordes av material utgrävt av Svenska Cypernexpeditionen under ledning av professor Einar Gjerstad, som även var Åströms handledare. För detta arbete mottog Åström humanistiska fakultetens pris för bästa avhandling.
Mellan 1957 och 1969 verkade Åström som docent i klassisk fornkunskap och antikens historia vid Lunds universitet. Åren 1951 samt 1954–1956 tjänstgjorde han som förste amanuens vid Antikmuseet. Han var föreståndare för Svenska institutet i Athen 1958–1963 och för Svenska institutet i Rom 1967–1969. År 1969 tillträdde han en professur i antikens kultur och samhällsliv vid Göteborgs universitet, som han pensionerades från 1993. Han kom att ägna sig åt en rad uppdrag vid universitet, bland annat som dekanus för historisk-filosofiska sektionen 1974–1980 och för humanistiska fakulteten 1975–1980. Från 1974 till 1979 var han ordförande för professorsföreningen i Göteborg och från 1975 till 1978 för Humanistiska förbundet i Göteborg.
Åström var även verksam som fältarkeolog och deltog i en rad utgrävningar, bland annat i turkiska Labranda 1950, i Kalopsida och Ajios Jakovos på Cypern 1959, i Dendra vid flera tillfällen under 1960- och 1980-talet samt i San Giovenale 1967 och 1969. Han gjorde sig internationellt känd som en av de främsta experterna på Cyperns fornhistoria.

### Ledamotskap och hedersbetygelser
Åström kallades till ledamot av Kungliga Vetenskaps- och Vitterhetssamhället i Göteborg 1973 och av Kungliga Vitterhets Historie och Antikvitets Akademien 1975. Han utnämndes även till hedersledamot av Kungliga Humanistiska Vetenskapssamfundet i Lund 1964 och till korresponderande ledamot av Tyska arkeologiska institutet 1965. Vid universiteten i Wien, Athen och Ioannina promoverades han till hedersdoktor. År 1973 blev han riddare av Nordstjärneorden.

## Förlagsverksamhet
År 1962 grundade Åström ett eget bokförlag, Paul Åströms förlag (Astrom Editions), med syfte att ge ut verk inom medelhavsarkeologi. Jonsereds herrgård köptes av Paul Åström och hans hustru Elisabet 1983. Där hade de i tjugo år sitt hem och sitt bokförlag, Paul Åströms förlag (Astrom Editions).
Bland publikationerna märks särskilt monografiserien Studies in Mediterranean Archaeology, tidskriften Journal of Prehistoric Religion samt serien Pocket-Books med över 175 utgivna volymer. Den sistnämnda serien omfattar inte endast renodlade arkeologiska arbeten utan även modern skönlitteratur och litteraturvetenskapliga texter, inklusive Åströms egna studier Johannes Edfelt och antiken (1989) och Gunnar Ekelöf och antiken (1992). Bland icke-arkeologiska publikationer i denna serie kan även nämnas en samling dittills okända brev av Rainer Maria Rilke till Ernst Norlind som poeten skrev under sin vistelse på Borgeby slott i Skåne. I serierna Klassiker och Documenta mundi publicerades klassiska antika texter med parallelltext på originalspråket och svenska.